# Kawasaki Ki-78
Kawasaki Ki-78 — експериментальний швидкісний розвідник Імперської армії Японії періоду Другої світової війни.

## Історія створення
У 1938 році в Японії почалась розробка експериментального швидкісного літака, здатного побити світовий рекорд швидкості. Літак отримав назву KEN III (скорочення від «Kensan III» (укр. Дослідження III)), а з початком війни на Тихому океані викликав зацікавлення Імперської армії Японії, де отримав назву Ki-78.
Розробку літака здійснювала команда інженерів з авіаційного дослідного інституту Токійського університету під керівництвом Шороку Вада. Іншими членами команди були Мінео Ямамото (який відповідав за розробку фюзеляжу), Ечіро Тані (розробка крил), Сейчі Куріно і Шоджіро Номура (двигун). На літаку використовувався ряд новинок, що досі не зустрічались на японських літаках. Фюзеляж мав мінімальний профіль, профіль крила був ламінарний. Через невелику площу крила (11 м²) механізація крила включала закрилки Фаулера та елерони. Літак був оснащений імпортним 12-ти циліндровим двигуном Daimler-Benz DB 601A V-12, який був обладнаний системою вприскування водно-метанолової суміші, що дозволяло на короткий час підіймати потужність до 1550 к.с. Радіатори мінімального перерізу були змонтовані по боках фюзеляжу за крилом, для кращого охолодження яких використовувався окремий вентилятор потужністю в 60 к.с.
Дерев'яний макет KEN III був готовий у травні 1941 року. Випуск двох перших прототипів був покладений на Kawasaki, які почали роботу у вересні 1941 року. Проте тільки один був готовий до 26 грудня 1942 року. Випробування показали, що літак був дуже погано керований на малих швидкостях, а швидкість зльоту була 205 км/год, а посадкова — 170 км/год, злітна маса та навантаження на крило більші розрахункових. 27 грудня 1943 року, під час 31-го польоту була досягнута швидкість 700 км/г. Це було набагато менше замовлених 850 км/г — основної мети розробки. Для досягнення цієї швидкості потрібні були серйозні переробки планета та двигуна. Тому після 32-польоту 11 січня 1944 року всі роботи по літаку були припинені.

## Тактико-технічні характеристики

### Технічні характеристики
- Екіпаж: 1 чоловік
- Довжина: 8,10 м
- Висота: 3,07 м
- Розмах крила: 8,00 м
- Площа крила: 11,00 м ²
- Маса порожнього: 1 930 кг
- Маса спорядженого: 2 300 кг
- Навантаження на крило: 209 кг/м ²
- Двигун: 1 х Daimler-Benz DB 601A V-12
- Потужність: 1 550 к. с.
- Питома потужність: 2 кг/к.с.

### Льотні характеристики
- Максимальна швидкість: 700 км/год (на висоті 3500 м.)
- Практична дальність: 600 км
- Практична стеля: 8 000 м